# Колено Иосифово
Коле́но Ио́сифово (ивр. שֵׁבֶט יוֹסֵף‎) — одно из колен Израилевых, считавшееся наиболее многочисленным. Согласно Библии, вело свою родословную от Иосифа, одного из сыновей Иакова.
Манассия (Мена́ше) и Ефрем (Эфраим) — сыновья Иосифа, которых Иаков возвёл в родоначальники двух самостоятельных колен вместо их отца Иосифа (Быт. 48:5; ср. Нав. 14:4).
Понятие «Колено Иосифово» — неоднозначно. Чаще используется термин Род Иосифа (ивр. בית יוסף‎ — Бейт Йосеф).
Изначально род Иосифа считается одним племенем (Быт. 46:8—25, Быт. 49:1—27, Откр. 7:8), затем списки Израилевых колен в Библии не приводят колено Иосифа как самостоятельное, связывая его только с Ефремом и Манассией (Чис. 1:10, Чис. 26:5—51).
Иногда колена Ефрема и Манассии считаются за одно колено, так как являются двумя частями колена Иосифа. Манассию, например, книга Паралипоменон именует «полуколеном» (1Пар. 5:23, 1Пар. 5:23, 1Пар. 6:71, 1Пар. 12:31-37, 1Пар. 26:32, 1Пар. 27:20-21).

## Символика колена Иосифова
У каждого колена есть свой символ (Быт. 49:10), но в разных источниках они отличаются. 
Символами колена Иосифова считаются — сноп пшеницы, оникс, бык, единорог, пальма, виноградная лоза и др. Так же можно увидеть символы колен Израилевых в еврейском зодиаке.

Некоторые символы колена Иосифова
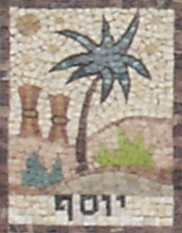
Фрагмент мозаики в синагоге Гиват Мордехай в Иерусалиме.
Символ, отождествляющий удачу и вещие сны Иосифа.
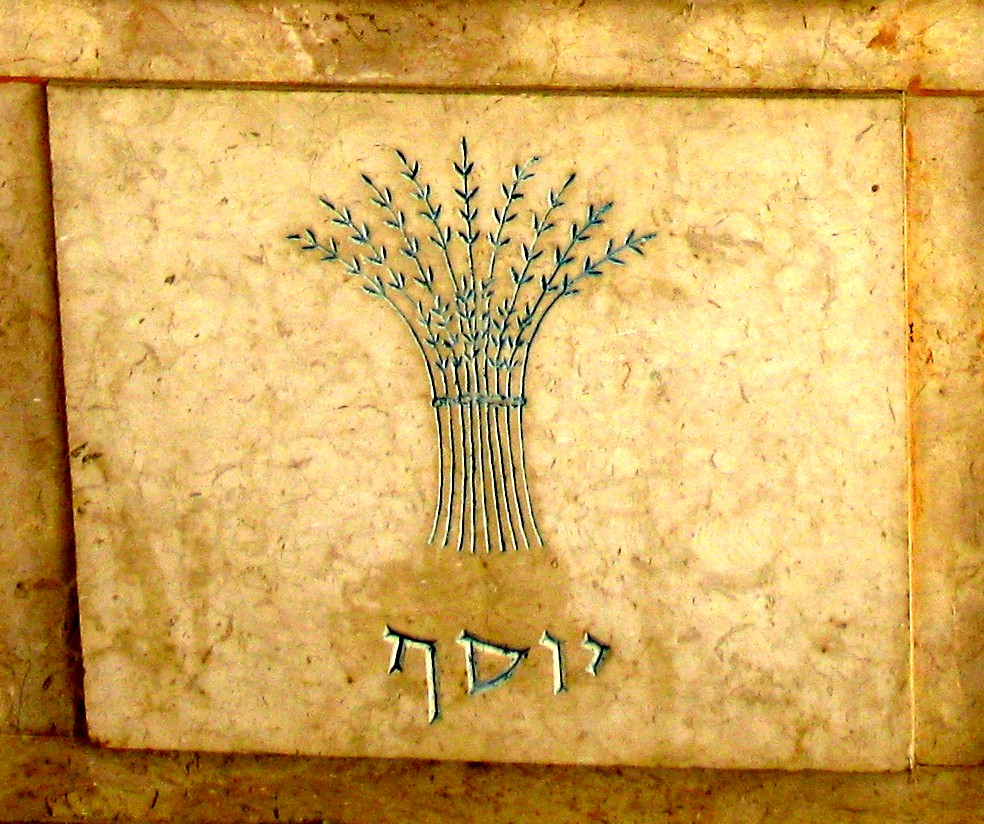
Сноп пшеницы в синагоге Ха-По‘эл ха-Мизрахи (Бней-Брак, Израиль).
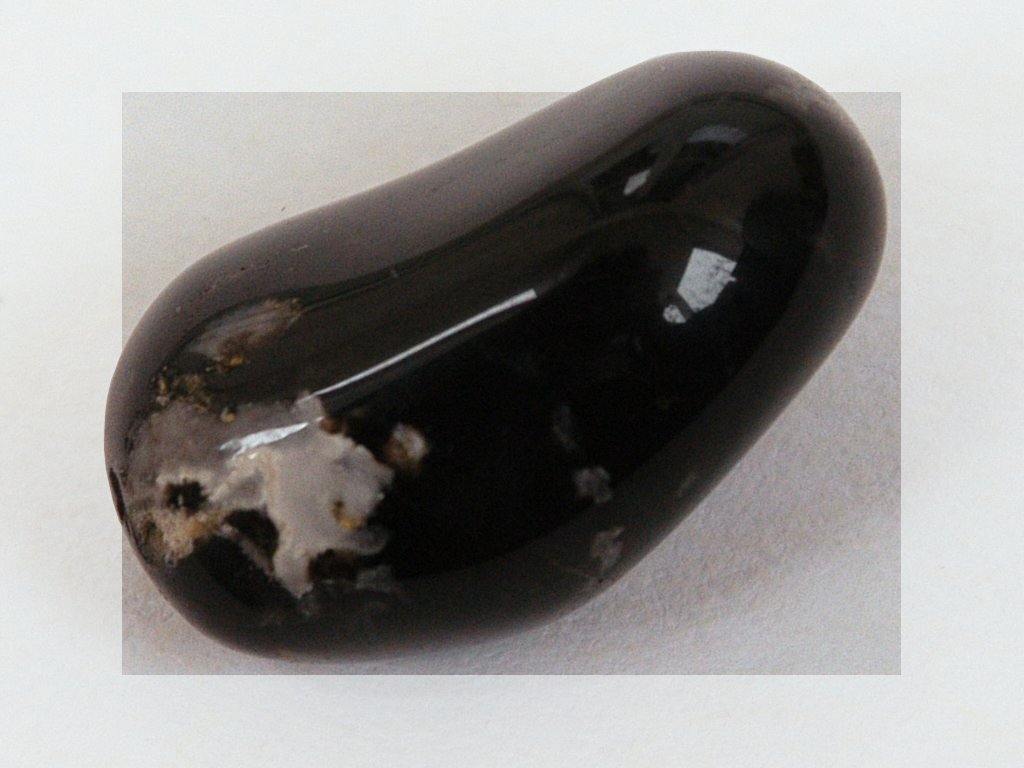
Оникс — камень из наперсника первосвященника Аарона Исх. 28:20.
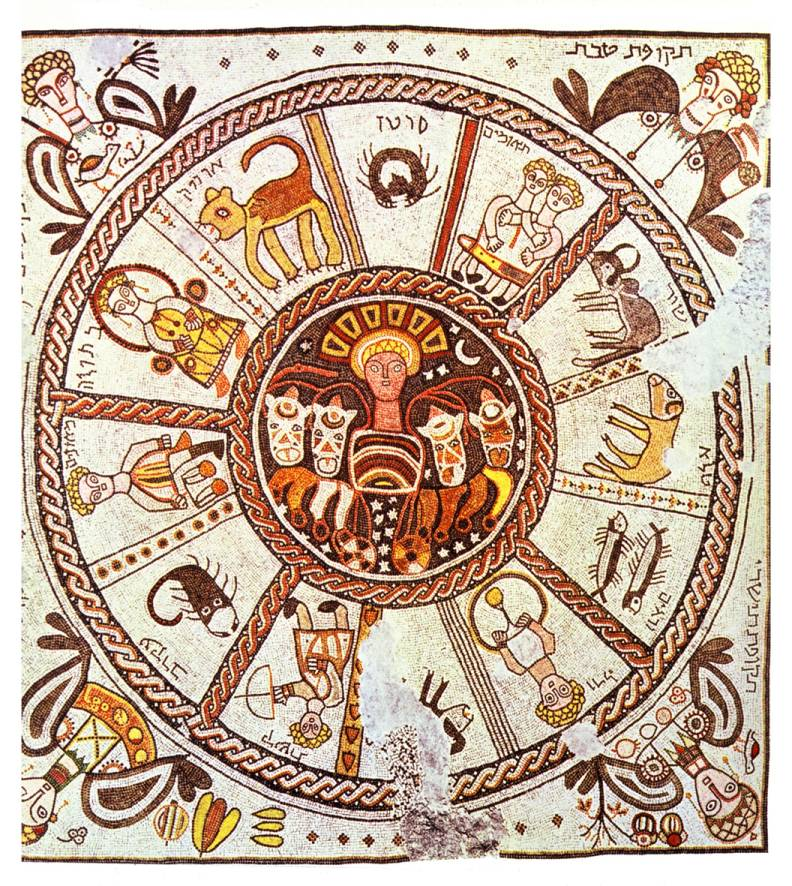
Зодиак. Мозаика в синагоге Бет Альфа близ Бейт-Шеана.